# بیرگر واسنیوس
بیرگر واسنیوس (فنلاندی: Birger Wasenius; ۷ دسامبر ۱۹۱۱ – ۲ ژانویهٔ ۱۹۴۰) اسکیت‌باز سرعت اهل فنلاند بود.